# Franz Pfnür
Franz Pfnür   (Berchtesgaden, 21 de novembre de 1908 - 21 de setembre de 1996) va ser un esquiador alpí alemany que va competir durant la dècada de 1930.
El 1936 va prendre part en els Jocs Olímpics de Garmisch-Partenkirchen, on guanyà la medalla d'or en la combinada del programa d'esquí alpí.
En el seu palmarès també destaquen tres medalles, una d'or i dues de plata, al Campionat del Món d'esquí alpí de 1934. El 1937 s'incorporà a les SS i el 1944, durant la Segona Guerra Mundial, va ser greument ferit.